# Шкварко Максим Юрійович
Макси́м Ю́рійович Шкварко́ (позивний Шайтан; 21 серпня 1976, Харків — 7 березня 2023, Авдіївка) — старший лейтенант ЗСУ, розвідник, учасник російсько-української війни, український націоналіст, член національно-визвольного руху «Правий сектор».

## Біографія
Народився 21 серпня 1976 року в родині доктора технічних наук, академіка Юрія Валентиновича Шкварка у місті Харкові. Закінчив Харківський аерокосмічний ліцей № 5. Служив у ЗСУ з 1993 року, закінчив Харківський військовий університет за фахом «Радіотехнічні пристрої системи та комплекси», службу проходив на командирських посадах технічної розвідки. Звільнений у запас 2002 року. 
Брав активну участь у Помаранчевій революції 2004 року та Революції гідності 2014 року. З перших днів протистояв російським провокаціям на Харківщині, учасник оборони Харківської ОДА з 1 березня 2014 року. 
Є одним із засновників добровольчого руху на Харківщині у складі «Правого сектору», де, як кадровий офіцер, очолив вишкіл добровольців. 2015 року повертається до лав ЗСУ й у складі 92 ОМБР бере участь в АТО як командир батареї ППО. Трохи згодом[коли?] повертається до лав військової розвідки, воює разом зі своїми розвідниками в ООС. Нагороджений «Відзнакою Президента України за участь в антитерористичній операції» та іншими державними нагородами[якими?].
Повномасштабну російську навалу 2022 року разом із побратимами зустрічає у складі 74 окремого розвідувального батальйону, групи якого приймають бій по всій Донеччині від Маріуполя до Авдіївки. Неодноразово відкидає пропозиції підвищення у званні та посаді, не бажаючи відмовлятися від особистої участі в бойових діях. 
7 березня 2023 року очолив зведену групу розвідників та військовослужбовців для ліквідації прориву в районі селища Веселого на схід від Авдіївки, де загинув в бою через мінометний обстріл ворога. 
Залишилася донька Олександра та дружина Надія. 
Похований на алеї Героїв у місті Харкові.